# Agaricomycotina
Sous-division
Classes de rang inférieur
- Tremellomycetes
- Dacrymycetes
- Agaricomycetes

Les Agaricomycotina constituent la plus importante sous-division de champignons basidiomycètes.

## Écologie
Presque toutes les espèces sont terrestres (quelques rares espèces sont aquatiques).
Ce sont souvent des saprophytes qui participent à la décomposition de la lignine. Cependant certaines espèces sont parasites ou symbiontes. Il faut aussi noter leur rôle très important en tant qu'ectomycorhize.

## Systématique

### Relations phylogéniques
|  | Tremellomycetes                                                 |
|  |                                                                 |
|  | \| \| Dacrymycetes \| \| \| \| \| \| Agaricomycetes \| \| \| \| |
|  |                                                                 |
|  | Dacrymycetes                                                    |
|  |                                                                 |
|  | Agaricomycetes                                                  |
|  |                                                                 |

|  | Dacrymycetes   |
|  |                |
|  | Agaricomycetes |
|  |                |

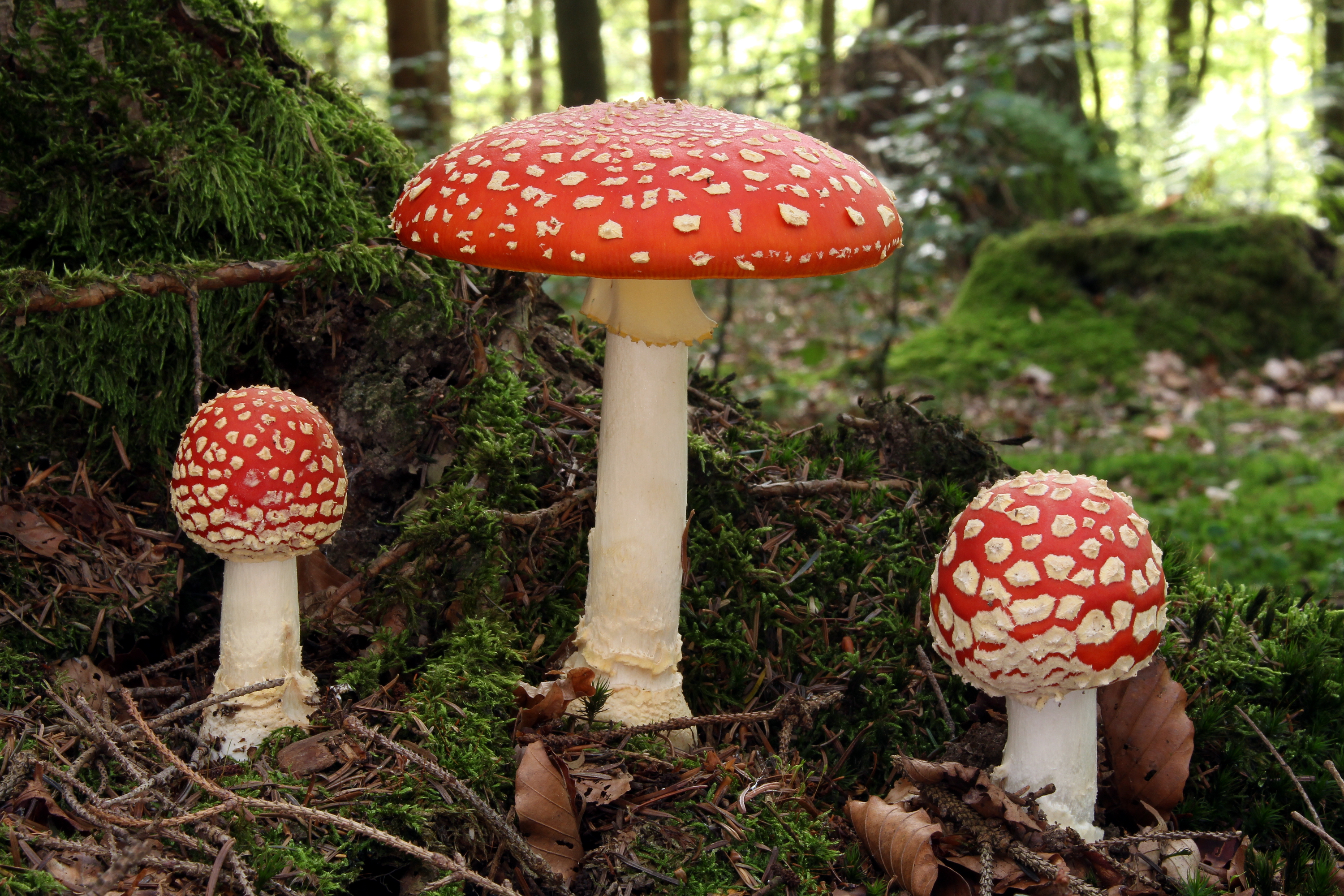
Amanite Amanita muscaria, un Agaricomycetes
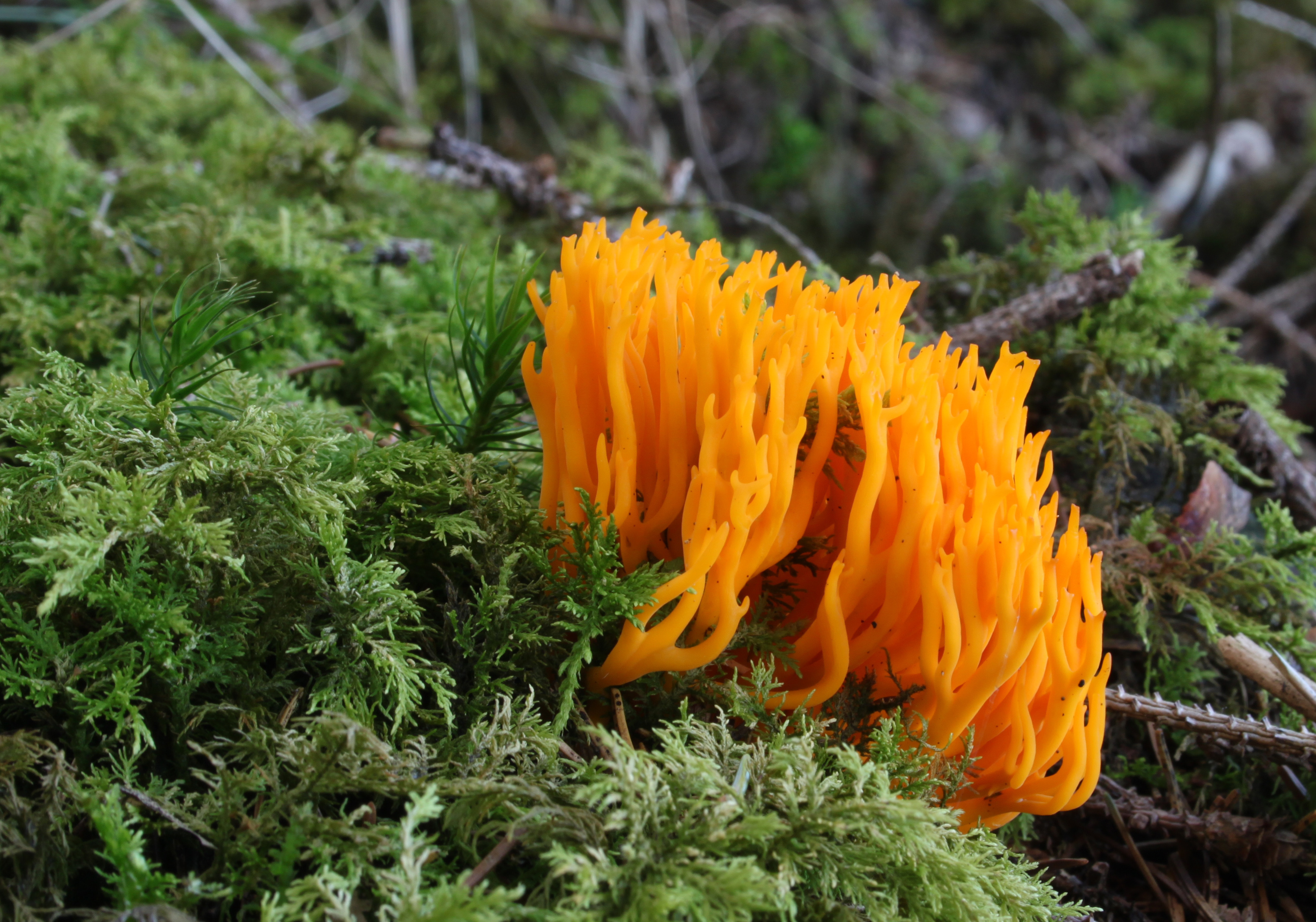
Calocère Calocera viscosa, un Dacrymycetes
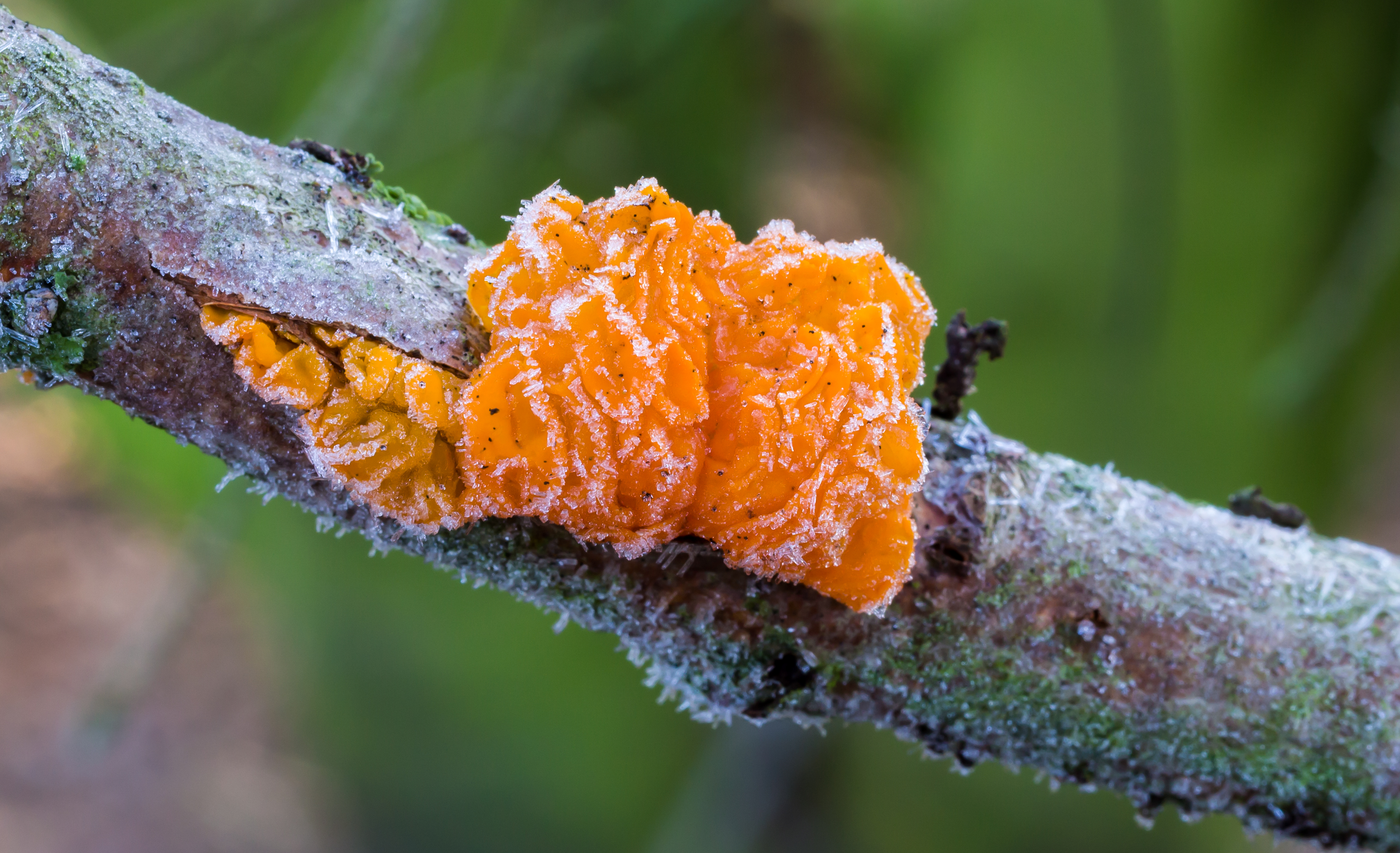
Tremella mesenterica, un Tremellomycetes

### Phylogramme des Agaricomycotina
Classification phylogénétique des Agaricomycotina revue en 2007 selon une vaste étude phylogénétique réalisée en 2007 par plus d'une soixantaine de chercheurs, classement adopté par The Tree of Life Web Project et Myconet et une étude plus spécifique de 2006.
- Agaricomycotina
  - Tremellomycetes
    - Cystofilobasidiales
    - Filobasidiales
    - Tremellales

  - Dacrymycetes
    - Dacrymycetales

  - Agaricomycetes
    - Auriculariales
    - Sebacinales
    - Cantharellales
    - Trechisporales
    - Phallomycetidae
      - Geastrales
      - Gomphales
      - Hysterangiales
      - Phallales

    - Hymenochaetales
    - Corticiales
    - Gloeophyllales
      - Polyporales
      - Thelephorales

    - Russulales
    - Agaricomycetidae 14.500 spp.
      - Jaapiales 2 sp.
      - Atheliales 95 spp.
      - Amylocorticiales 70 spp.
        - Boletales 1.300 spp.
        - Agaricales (ou Euagarics) 13.000 spp.

### Classification linéennes
D'après Hibbett et al. (2007), cette sous-division est constituée des trois classes suivantes :
- - classe des Tremellomycetes
    - ordres des Cystofilobasidiales, Filobasidiales, Tremellales

  - classe des Dacrymycetes
    - ordre des Dacrymycetales

  - classe des Agaricomycetes
    - sous-classe des Agaricomycetidae
      - ordres des Agaricales, Atheliales, Boletales

    - sous-classe des Phallomycetidae
      - ordres des Geastrales, Gomphales, Hysterangiales, Phallales

    - Agaricomycetes incertae sedis (maintenant replacé par la phylogénétique)
      - ordres des Auriculariales, Cantharellales, Corticiales, Gloeophyllales, Hymenochaetales, Polyporales, Russulales, Sebacinales, Thelephorales, Trechisporales